# Leciñena
Leciñena – gmina w Hiszpanii, w prowincji Saragossa, w Aragonii, o powierzchni 178,59 km². W 2011 roku gmina liczyła 1306 mieszkańców.